# SM U-9 (Кайзерліхе Маріне)
| SM U-9                     | SM U-9                                                                                      | SM U-9                                                                                      |
| -------------------------- | ------------------------------------------------------------------------------------------- | ------------------------------------------------------------------------------------------- |
|                            |                                                                                             |                                                                                             |
|                            |                                                                                             |                                                                                             |
| SM U-9. 1914               |                                                                                             |                                                                                             |
| Під прапором               | Імператорські військово-морські сили (1908—1919)                                            | Імператорські військово-морські сили (1908—1919)                                            |
| Порт приписки              | Кіль (Німецька імперія)                                                                     | Кіль (Німецька імперія)                                                                     |
| Спуск на воду              | 22 лютого 1910                                                                              | 22 лютого 1910                                                                              |
| Виведений зі складу флоту  | 1919 розібрана на металобрухт в Моркем                                                      | 1919 розібрана на металобрухт в Моркем                                                      |
| Проєкт                     |                                                                                             |                                                                                             |
| Тип ПЧ                     | Дизельні ПЧ                                                                                 | Дизельні ПЧ                                                                                 |
| Розробник проєкту          | Kaiserliche Werft Danzig, Данціґ                                                            | Kaiserliche Werft Danzig, Данціґ                                                            |
| Вартість                   | 2 140 000 марок                                                                             | 2 140 000 марок                                                                             |
| Основні характеристики     |                                                                                             |                                                                                             |
| Швидкість (надводна)       | 14,2 вузлів (26.3 км/год.)                                                                  | 14,2 вузлів (26.3 км/год.)                                                                  |
| Швидкість (підводна)       | 8,1 вузлів (15.0 км/год.)                                                                   | 8,1 вузлів (15.0 км/год.)                                                                   |
| Робоча глибина занурення   | 30 м                                                                                        | 30 м                                                                                        |
| Гранична глибина занурення | 50 м                                                                                        | 50 м                                                                                        |
| Автономність плавання      | на поверхні 3250 мМ при 9 вузлів (6,020 км) • під водою 80 мМ при 5 вузлів/год.             | на поверхні 3250 мМ при 9 вузлів (6,020 км) • під водою 80 мМ при 5 вузлів/год.             |
| Екіпаж                     | 29 осіб (4 офіцери, 25 унтер-офіцерів)                                                      | 29 осіб (4 офіцери, 25 унтер-офіцерів)                                                      |
| Розміри                    |                                                                                             |                                                                                             |
| Довжина найбільша (по КВЛ) | 57,38 м                                                                                     | 57,38 м                                                                                     |
| Ширина корпусу найб.       | 6,00 м                                                                                      | 6,00 м                                                                                      |
| Середня осадка (по КВЛ)    | 3,13 м                                                                                      | 3,13 м                                                                                      |
| Водотоннажність надводна   | 485 (493) т                                                                                 | 485 (493) т                                                                                 |
| Озброєння                  |                                                                                             |                                                                                             |
| Артилерія                  | 1 x 5 см SK L/40 • 1 × 37 мм кулемет Hotchkiss                                              | 1 x 5 см SK L/40 • 1 × 37 мм кулемет Hotchkiss                                              |
| Торпедно- мінне озброєння  | 2 носових і 2 кормових ТА калібру 18" (450-мм). 6 торпед • 12 Р-мін (березень-грудень 1916) | 2 носових і 2 кормових ТА калібру 18" (450-мм). 6 торпед • 12 Р-мін (березень-грудень 1916) |
| Зображення на Вікісховищі  |                                                                                             |                                                                                             |

SM U-9 — гасово-електричний підводний човен Кайзерліхе Маріне (нім. Kaiserliche Marine) періоду Першої світової війни.
 U 9 (як тип підводних човнів Німеччини)  — 4 однотипні німецькі підводні човни ВМФ Німецької імперії. Замовлені 15 липня 1908 року, передані флоту в 1910—1911 роках
В часи Першої світової війни були в числі 329 підводних човнів німецької імперії, котрі брали участь в бойових діях. Човен типу SM U-9 потопив 18 кораблів і суден супротивників, загальним тоннажем 52000 тон, човен SM U-10 потопив 7 кораблів і суден загальним тоннажем 1600 тон, човен SM U-12 потопив 2 кораблі загальним тоннажем 1800 тон. В час війни усі човни типу були втрачені, екіпажі двох з них загинули повністю.
Цей тип підводних човнів був продовженням вдосконалення човна типу U 3. Відрізнявся більшим тоннажем, більшою довжиною, більшою осадкою, потужнішими двигунами-генераторами і електродвигунами, наявність двох допоміжних гасових двигунів, більшою поперечною остійністю, новою другою палубною 37-мм гарматою і головне на них була збільшена майже удвічі дальність ходу за рахунок збільшення вмісту паливних цистерн.

## Історія

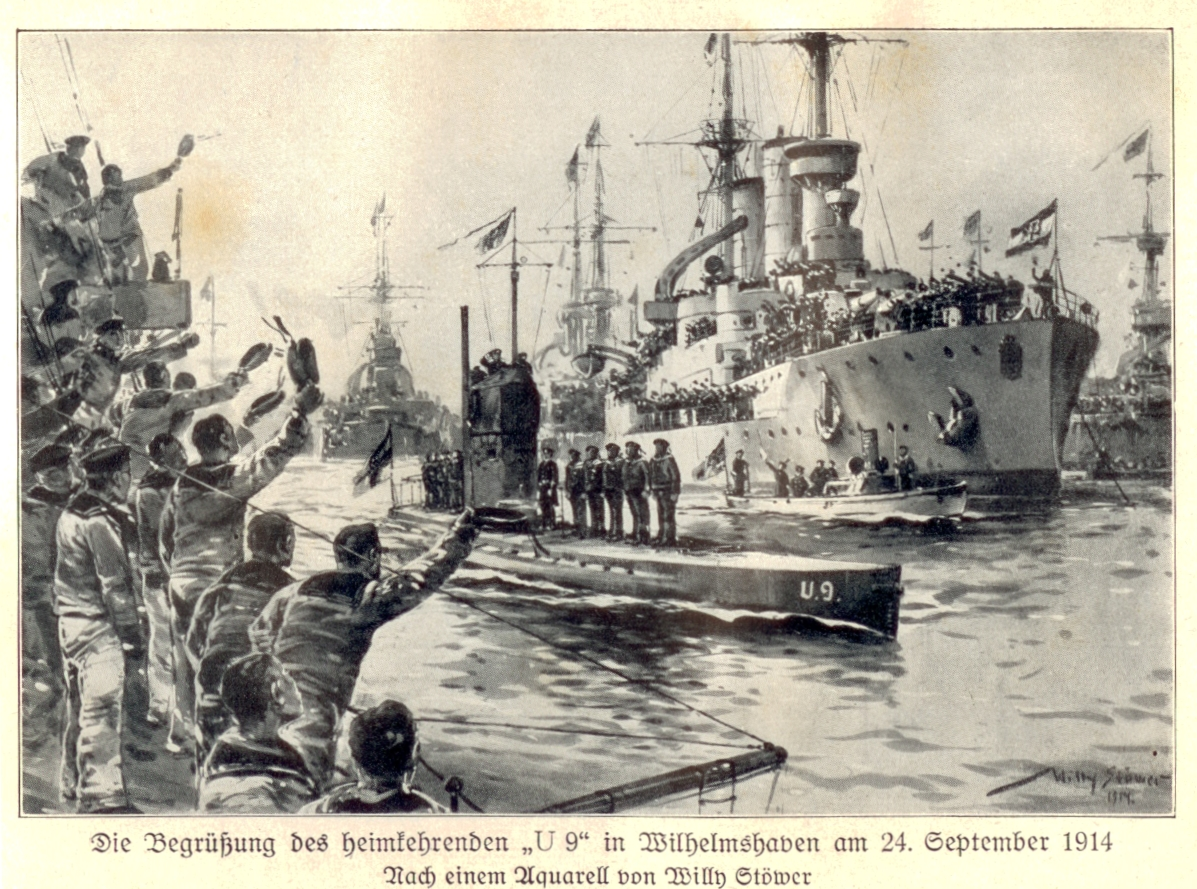
Повернення SM U-9 на базу

Підводний човен заклали 15 липня 1908 на Імперській корабельні Гданська. Її будівництво обійшлось у 2,140,000 золотих марок. Був одним з чотирьох човнів Типу U-9. Разом з чотирма човнами Типу U-5 склали основу підводного флоту Німецької імперії. SM U-9 спустили на воду 22 лютого 1910, а 18 квітня підняли на ньому прапор.
Підводний човен приводили в дію чотири мотори Körting Hannover, що працювали на гасі — два 8-циліндрові потужністю 350 к.с. і два 6-циліндрові по 250 к.с. (сумарно 1200 к.с.). Для них човен перевозив 52 т палива. Під водою працювали два електромотори Siemens-Schuckertwerke потужністю по 580 к.с. У човні було по 2 торпедні апарати на кормі, носі, де були ще 2 резервні торпеди.

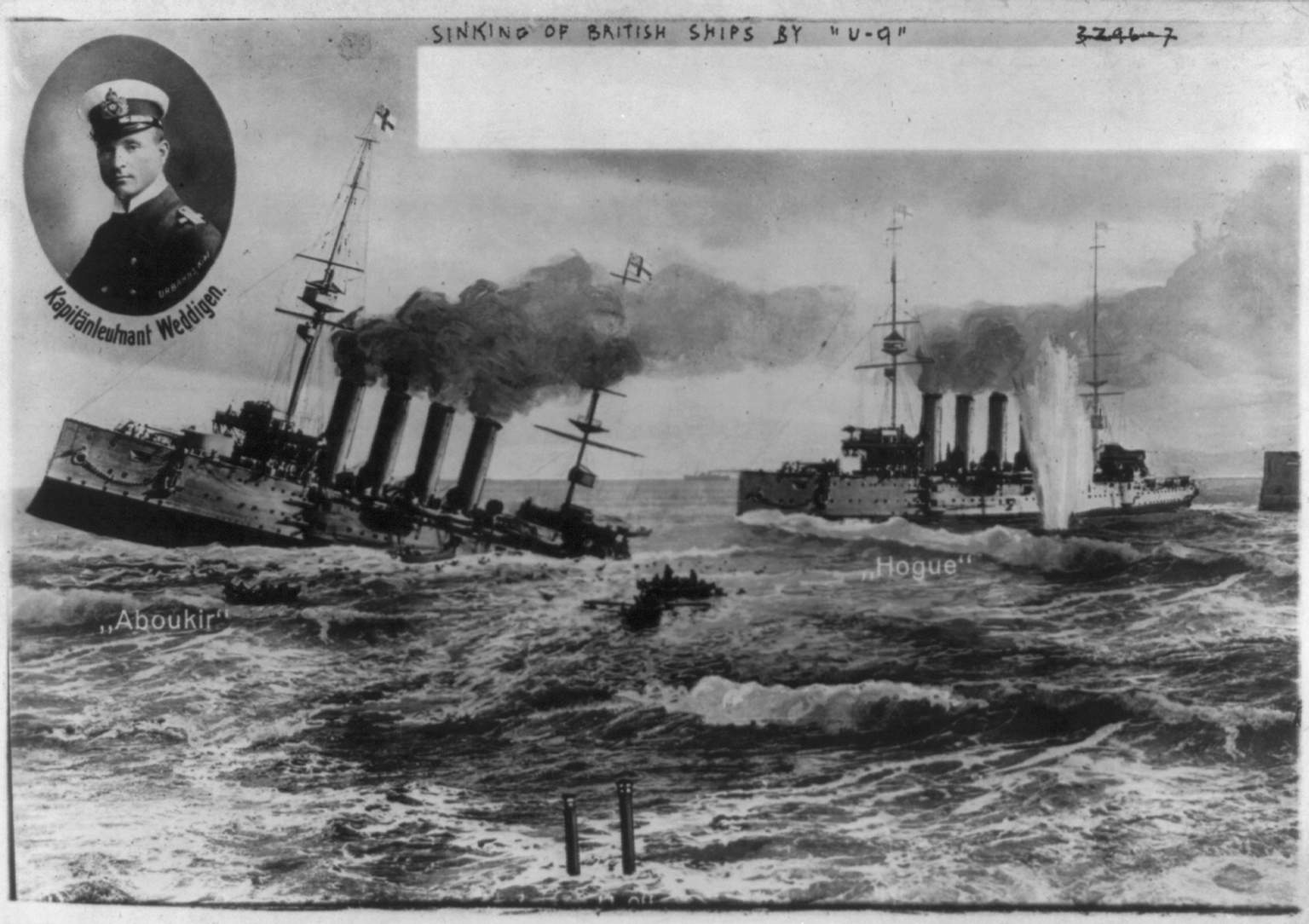
Потоплення крейсерів. Поштівка

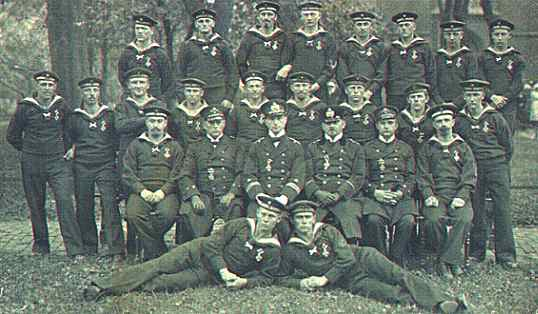
Екіпаж SM U-9 після нагородження човна Залізним хрестом

З серпня 1914 капітаном човна став капітан-лейтенант Отто Веддіген. На початку війни 22 вересня 1914 підводний човен стояв на позиції за 50 км північніше Роттердаму, коли мимо пропливали три англійські панцирні крейсери — HMS Aboukir, HMS Cressy і однотипний HMS Hogue з 7-ї ескадри крейсерів. SM U-9 затопив 1 торпедою перший крейсер. На двох інших подумали, що він підірвався на міні, і зупинились для допомоги на відстані 1 милі з двох сторін від нього. Маневруючи, SM U-9 потопив крейсери HMS Hogue (2 торпеди), HMS Cressy (3 торпеди). Загинуло 1459 моряків, 837 врятували. Вільгельм ІІ нагородив Залізним Хрестом капітана і підводний човен, хрест з якого прикріпили на рубку. Таку нагороду отримав у Кайзерліхе Маріне лише малий крейсер SMS Emden. У наступному поході 15 жовтня SM U-9 затопив біля Абердину бронепалубний крейсер HMS Hawke. За це Вільгельм ІІ нагородив Отто Веддігена орденом Pour le Mérite.
12 січня 1915 першого офіцера човна Йоганнеса Шпісса (нім. Johannes Spieß) призначили капітаном. З 3 травня по 16 серпня 1915 потопив 10 британських кораблів тоннажністю близько 200 т і три тоннажем 939 т, 3.590 т, 2.205 т. 5 листопада 1915 потопив останній корабель — російський тральщик «№ 4». у 600 т. Човен переробили у березні 1916 для постановки мін у Балтійському морі. 16 квітня 1916 Шпісс покинув капітанський місток SM U-9, який став навчальним човном. 26 листопада 1918 човен передали Британії, де його розібрали на металобрухт 1919 у Моркемі графства Ланкашир.
Впродовж війни SM U-9 у семи походах потопив 5 військових кораблів тоннажем 44.173 т і 13 торгових тоннажем 8.636 брт. Жоден підводний човен часів 1-ї світової війни не потопив більше військових кораблів.

## Джерела

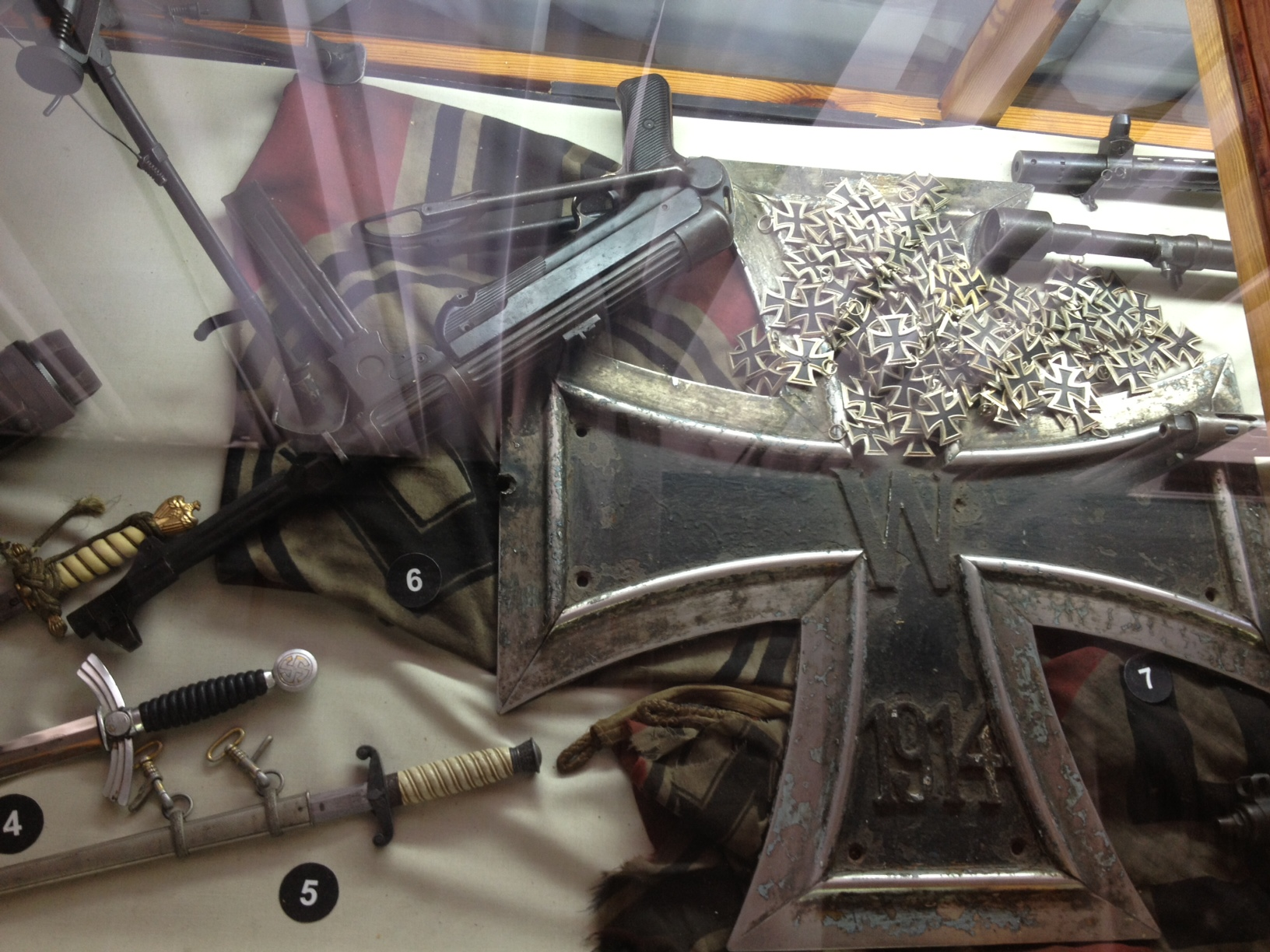
Хрест з рубки U-9

## Представники типу
| Назва   | Завод                    | Закладений | Спущений на воду | Переданий флоту | Виведений з флоту | Утилізований |
| ------- | ------------------------ | ---------- | ---------------- | --------------- | --- | ------------ |
| SM U-9  | Kaiserliche Werft Danzig |            | 22.02.1910       | 18.04.1910      | 26.11.1918 | 1919         |
| SM U-10 | Kaiserliche Werft Danzig |            | 24.01.1911       | 31.08.1911      | 30.07.1916, був втрачений у Фінській затоці за невияснених обставин, екіпаж загинув, 29 осіб                                              |              |
| SM U-11 | Kaiserliche Werft Danzig |            | 2.04.1910        | 21.09.1910      | 4.03.1915 підірвався на міні біля Бельгії, у точці 51°06′ пн. ш. 1°29′ сх. д. / 51.100° пн. ш. 1.483° сх. д., весь екіпаж загину, 26 осіб |              |
| SM U-12 | Kaiserliche Werft Danzig |            | 6.05.19010       | 13.09.1911      | 10.03.1915, потоплений, корабельною артилерією після зіткнення з кораблем біля Шотландії, 16 загиблих, 10 врятованих.                     |              |